# Ernst Ludvig av Hessen
Ernst Ludvig (ty: Ernst Ludwig Karl Albert Wilhelm), född 25 november 1868 i Darmstadt och död 9 oktober 1937 på Schloss Wolfsgarten, var den siste regerande storhertigen av Hessen från 1892 till abdikationen 1918. 
Han kallades i familjekretsen för Ernie.

## Biografi
Ernst Ludvig var det fjärde barnet och äldste son till storhertigen Ludvig IV och prinsessan Alice av Storbritannien, dotter till Viktoria av Storbritannien och prins Albert av Sachsen-Coburg-Gotha. Han var äldre bror till bland andra Alexandra av Hessen, gift med Nikolaj II av Ryssland.
År 1892 efterträdde Ernst Ludvig sin far som storhertig. 
År 1894 gifte sig Ernst Ludvig med sin kusin Victoria Melita av Sachsen-Coburg-Gotha, ("Ducky"), efter uppmuntran från drottning Victoria, men äktenskapet blev inte lyckligt. De fick två barn, en dotter, prinsessan Elisabeth, född 1895, som dog av tyfus vid åtta års ålder, och en dödfödd son år 1900. Paret gled isär när Victoria Melita anklagade sin make för att vara homosexuell. De skildes 21 december 1901.
Ernst Ludvig gifte om sig 1905 med Eleonore av Solms-Hohensolms-Lich, med vilken han fick två söner:
- Georg Donatus av Hessen (1906–1937), som gifte sig med prinsessan Cecilia av Grekland (syster till Philip, hertig av Edinburgh), de fick barn, vilka dock alla dog tidigt.
- Ludvig av Hessen (1908-1968), gift med Margaret Campbell Geddes, inga barn. Han adopterade Moritz av Hessen som arvinge.

Hela livet var Ernst Ludvig en stor beskyddare av kultur och var en av grundarna av konstnärskolonin i Darmstadt. Han var också författare till dikter, essäer, skådespel och pianostycken. Ernst Ludvig deltog i första världskriget och tvingades abdikera efter kriget liksom många andra tyska furstliga personer.
I oktober 1937 dog Ernst Ludvig på Schloss Wolfsgarten, nära Darmstadt i Hessen. Trots att han inte regerat Hessen på nära tjugo år så fick han en statsbegravning den 16 november 1937. Han begravdes i Rosenhohe, den traditionella begravningsplatsen för den hessiska storhertigliga familjen.